# Ely Culbertson
Ely Culbertson (ur. 22 lipca 1891, zm. 27 grudnia 1955 w Brattleboro) – amerykański brydżysta, teoretyk, autor i propagator brydża. Był jedną z najważniejszych osobistości światowych, które przyczyniły się do rozwoju i popularyzacji tej gry.
Urodził się w Rumunii, jego ojcem był amerykański inżynier pracujący przy wydobyciu ropy na Kaukazie, jego matka, Ksenia Rogoznaja, była podobno córką kozackiego atamana. Studiował na Uniwersytecie Yale i Uniwersytecie Cornella, później uczęszczał także do Ecole des sciences economiques et politiques w Paryżu. Mówił płynie po rosyjsku, angielski, francusku, czesku, hiszpańsku i włosku. Oprócz tego potrafił się też porozumieć po polsku, szwedzku, norwesku; znał także łacinę i grekę.
W 1921 r. przybył do Nowego Jorku, gdzie zarabiał na życie grając w karty. Pod koniec lat dwudziestych, kiedy pojawiła się współczesna forma brydża – contract bridge, Culbertson spopularyzował tę grę i stworzył kilkutysięczną organizację zawodowych nauczycieli brydżowych o nazwie „Culbertson National Studios”. Jego książki stały się podstawowymi źródłami wiedzy o brydżu, a założony przez niego w 1929 r. miesięcznik The Bridge World wydawany jest w dalszym ciągu.
Opracował system licytacyjny nazwany jego imieniem, który był przez długi czas najpopularniejszym systemem licytacyjnym w Ameryce.

## Wybrana bibliografia
- Culbertson's Contract Bridge for Everyone
- 300 C.B. Hands; The 1st World Championship
- Bidding and Play in Duplicate Bridge
- Contract Bridge Blue Book
- Contract Bridge for Auction Players
- Contract Bridge Self Teacher
- Culbertson-Webster Contract System
- Famous Hands of the Culbertson-Lenz Match
- New and Complete Summary
- Red Book on Play
- Strange Lives of One Man - autobiografia